# Isaak Jefremovyč Boleslavs'kyj
Isaak Jefremovyč Boleslavs'kyj (in ucraino Ісаак Єфремович Болеславський? in russo Исаак Ефремович Болеславский?, Isaak Efremovič Boleslavskij); Zolotonoša, 9 giugno 1919 – Minsk, 15 febbraio 1977) è stato uno scacchista sovietico.

## I primi anni e il titolo di grande maestro
Nel 1933 Boleslavs'kyj divenne campione scolastico della città di Dnipropetrovs'k. Tre anni dopo arrivò 3º nel campionato URSS juniores di Leningrado.
Nel 1938, appena diciannovenne, vinse il campionato ucraino; bissò la vittoria l'anno successivo e si qualificò per il campionato dell'URSS all'età di vent'anni, ottenendo così il titolo di maestro.
Si laureò in filologia all'Università di Sverdlovsk. Nel 1940 partecipò al 12º campionato sovietico di Mosca, riuscendo a vincere otto delle ultime dieci partite e finendo 5º-6º a pari merito. Alla fine dell'anno vinse il campionato ucraino per la terza volta consecutiva. Il 1941 lo vide prendere parte al torneo per il titolo di campione URSS assoluto, dove si piazzò quarto.
Nel 1945 arrivò 2º nel campionato URSS, alle spalle di Michail Botvinnik, vincendo 9 partite, pareggiandone 6 e perdendone 2.
Questa prestazione gli fece ottenere il titolo di grande maestro dell'Unione Sovietica. Giocò in terza scacchiera nel match via radio USA-URSS, pareggiando la sua prima partita contro Reuben Fine e battendolo nella seconda, ottenendo con questa vittoria il premio per la migliore partita del match.
Il 1946 gli diede una figlia, Tat'jana, che finirà con lo sposare David Bronštejn (di 22 anni più vecchio), amico intimo di Boleslavs'kyj sin dalla fine degli anni '30. Nel 1946, inoltre, Boleslavs'kyj fece il suo debutto internazionale a Groninga, dove giunse 6º-7º.
Fu nominato dalla FIDE grande maestro internazionale nel 1950, anno di istituzione del titolo.

## Pretendente al titolo mondiale
Durante il ciclo di qualificazioni del campionato del mondo di scacchi 1951, Boleslavs'kyj, attraverso il primo torneo interzonale mai tenutosi (Saltsjöbaden 1948), ottenne l'accesso al torneo dei candidati di due anni dopo a Budapest. In questo torneo, che avrebbe determinato lo sfidante del campione Michail Botvinnik, fu il solo giocatore imbattuto e fu in testa alla classifica per gran parte dell'evento; fu però raggiunto all'ultimo turno da Bronštejn, facendo quindi in modo che si rendesse necessario uno spareggio, che Boleslavs'kyj perse successivamente (+2 =9 -3) a Mosca.
Questa si rivelò essere l'unica possibilità per lui di mostrarsi un serio pretendente al titolo di campione del mondo. Nel 1953 partecipò al torneo dei candidati di Zurigo, finendo però unicamente 10º-11º. Non si qualificò più per successivi tornei dei candidati.

## Carriera successiva
Nel 1951 servì Bronštejn come secondo durante il suo match mondiale contro Botvinnik, match che finì poi in parità dopo ventiquattro partite.
Nelle Olimpiadi degli scacchi del 1952, giocate a Helsinki, ottenne 7 punti sugli 8 possibili, contribuendo alla vittoria della medaglia d'oro di squadra. Questa fu l'unica olimpiade a cui prese parte come giocatore, benché fosse presente in diverse altre per dare supporto alla squadra sovietica.
Vinse due volte il campionato bielorusso, nel 1952 (a pari merito) e nel 1964. Nel 1961 partecipò al suo ultimo campionato URSS e ottenne la vittoria nel torneo internazionale di Debrecen; durante il periodo da campione del mondo di Tigran Petrosjan, fu il suo secondo.
Capitanò la squadra sovietica che vinse il campionato del mondo studentesco a Ybbs an der Donau nel 1968. Fece la sua ultima apparizione nel circuito dei tornei a Minsk nel 1971, all'età di 52 anni.
Negli anni '60 Boleslavs'kyj fu allenatore capo della federazione sovietica di scacchi, e fino alla morte fu considerato con grande rispetto come analista e scrittore di scacchi.
Morì a Minsk il 15 febbraio del 1977, all'età di 57 anni. Si ruppe il bacino a causa di una caduta su un marciapiede ghiacciato, si infettò in ospedale e non riuscì a riprendersi.

## Eredità scacchistica
Uno dei contributi principali di Boleslavs'kyj alla teoria delle aperture è la variante Boleslavskij della difesa siciliana (1.e4(?)c5 2.Cf3 d6 3.d4 cxd4 4.Cxd4 Cf6 5.Cc3 Cc6 6.Ae2 e5 ). Questa linea può anche essere giocata nella variante Najdorf, giocando 5 …a6 al posto di 5 …Cc6.
Boleslavs'kyj, assieme ai colleghi ucraini Bronštejn, Juchym Heller e Oleksandr Konstantynopol's'kyj, a partire dai tardi anni '30 trasformò la difesa est-indiana da variante considerata con sospetto ad una delle più popolari difese d'oggigiorno. Hans Kmoch nel suo libro Pawn Power in Chess definisce la configurazione della difesa est-indiana con i pedoni neri in c6 e d6 (specialmente se il pedone d è in una colonna semi-aperta) come "muro di Boleslavs'kyj".
Leŭ Paluhaeŭski ha detto di lui:
«Sono convinto del fatto che ogni giocatore, anche tra i più forti, possa e debba imparare dalle sue partite (in particolar modo le siciliane!). Riguardo alla sua profondità di penetrazione nei misteri della difesa siciliana, da entrambe le parti perdipiù, è dubbio che chiunque possa essere comparato a Boleslavs'kyj. Aveva un eccezionale talento nel capire le dinamiche dell'apertura, e ha sempre puntato a battaglie complicate e a doppio taglio, benché per natura fosse uno dei più modesti Grandi maestri ai quali ho avuto il piacere di stringere la mano»
Un libro delle sue migliori partite, pubblicato nel 1990, vinse il premio come miglior libro di scacchi dell'anno pubblicato in Gran Bretagna.

## Partite notevoli
Riga 1958. Difesa est-indiana: Saemisch. Variante chiusa (E87) 0-1 Boleslavskij aveva uno score positivo contro Michail Tal' (+2 =3 -0), il quale non riuscì mai a sconfiggerlo. Qui si toglie la soddisfazione di battere con il nero il giovane lettone, che diventerà campione del mondo due anni dopo.